# فن عباسي

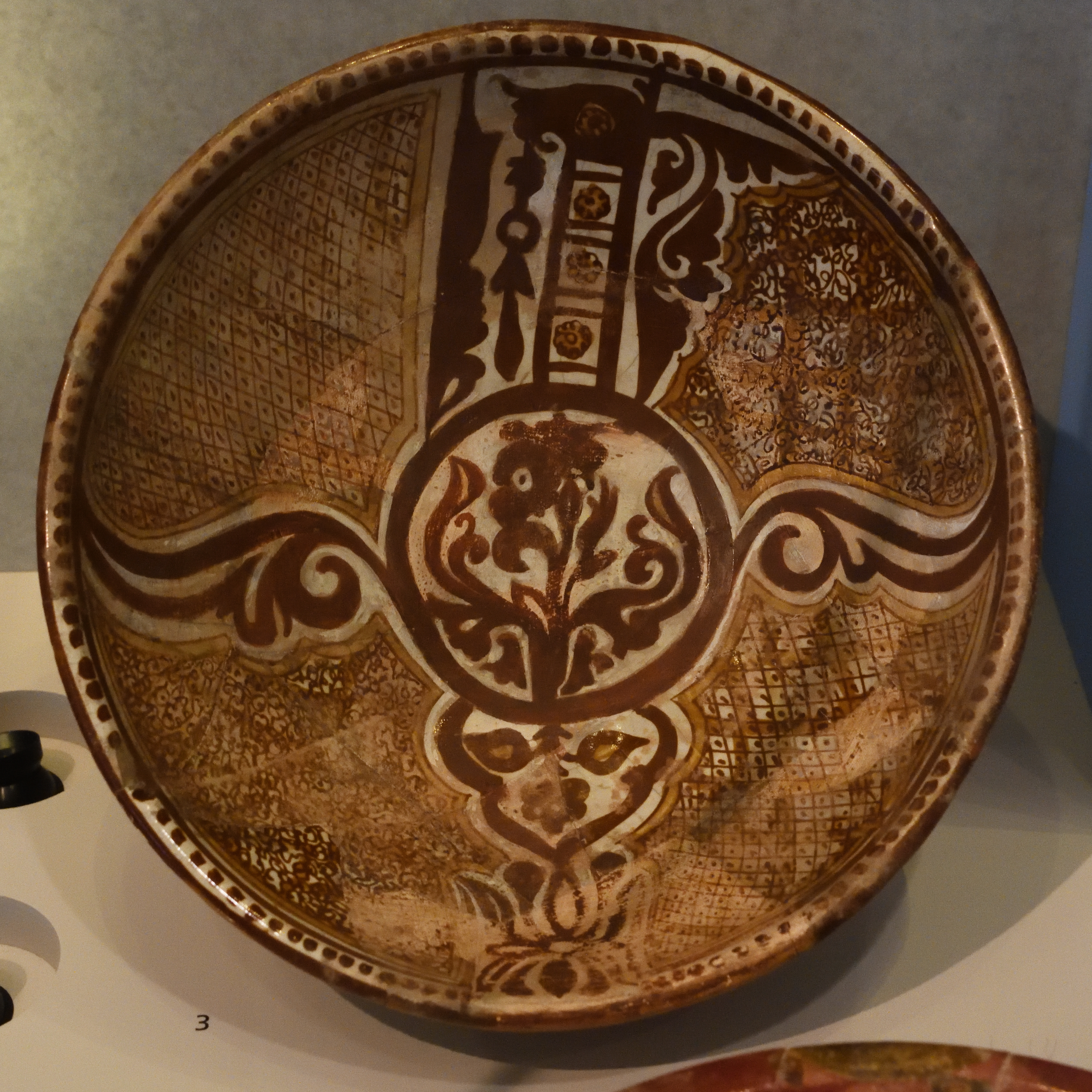
وعاءٌ خزفي لامعٌ مصقول متعدد الألوان من العراق في القرن التاسع. كان الخزف اللامع ابتكارًا باهظ الثمن ومتطورًا في صناعة الخزف خلال العصر العباسي. زخرفة الطائر هنا مُصممٌة بأسلوبٍ مُجرّد تقريبًا، وهو اتجاهٌ شائعٌ أيضًا في التصميم العباسي.

شملت فنون الخلافة العباسية صناعة الخزف، والمنسوجات، والزجاج، والمخطوطات المزخرفة. أصبح الخزف أحد أهم أشكال الفن، وكان اختراع الخزف المصقول في هذه الصناعة ابتكارًا رئيسًا أثّر على فن الخزف في جميع أنحاء المنطقة. من المرجح أن هذه التقنية نشأت في صناعة الأواني الزجاجية، والتي أصبحت أيضًا صناعة أكثر أهمية. وكان شكل فني رئيس آخر هو الخط العربي، حيث كانت أشكال الخط الكوفي هي النمط الرئيس المبكر للخط، إلى جانب إنتاج مخطوطات القرآن الكريم. كانت هناك صناعة نسيجية مهمة، لا سيما في إنتاج قطع نسيج الطراز المنقوش. في حين أن الأعمال المعدنية المصنوعة من الذهب والفضة نادرًا ما تنجو، فإن بعض الأطباق الفضية من إيران تظهر مشتقات من الأنواع الساسانية [الإنجليزية]، في حين عُثر أيضًا على قطع من البرونز وسبائك النحاس من أنواع مختلفة. كانت اللوحات والجص من الأشكال المهمة للزخرفة في العمارة العباسية.

## الخلفية
وعلى النقيض من الأمويين الذين كان مقرهم في دمشق، أقامت الأسرة العباسية قاعدة قوتها في العراق وتحديدًا بغداد. وقد أدى هذا التحرك نحو الشرق إلى تطور ثقافي وفني متأثر ليس فقط بالتقاليد المتوسطية والشرق أوسطية ولكن أيضًا بالاتصالات الأبعد من ذلك في العالم الإسلامي مع الهند وآسيا الوسطى وحتى مع الصين. بلغ النفوذ السياسي والثقافي العباسي ذروته في الفترة ما بين 750 و932 ميلادية، وبعد ذلك فقدوا السلطة السياسية الحقيقية لصالح سلالات أخرى وأصبحوا حُكامًا شكليين تحت سلطة الغلمان الأتراك. حتى قيل عن الخليفة المُستعين وغلاماه وصيف وبُغا:
ولكن في تلك الحقبة المزدهرة، أصبحت العاصمة العباسية بغداد أهم مدينة في العالم الإسلامي، واعتُرف بسلطة الخلفاء العباسيين من آسيا الوسطى إلى غرب البحر الأبيض المتوسط. وبناءً على ذلك، كان تأثيرهم على الثقافة محسوسًا في أماكن بعيدة.

## الرسم

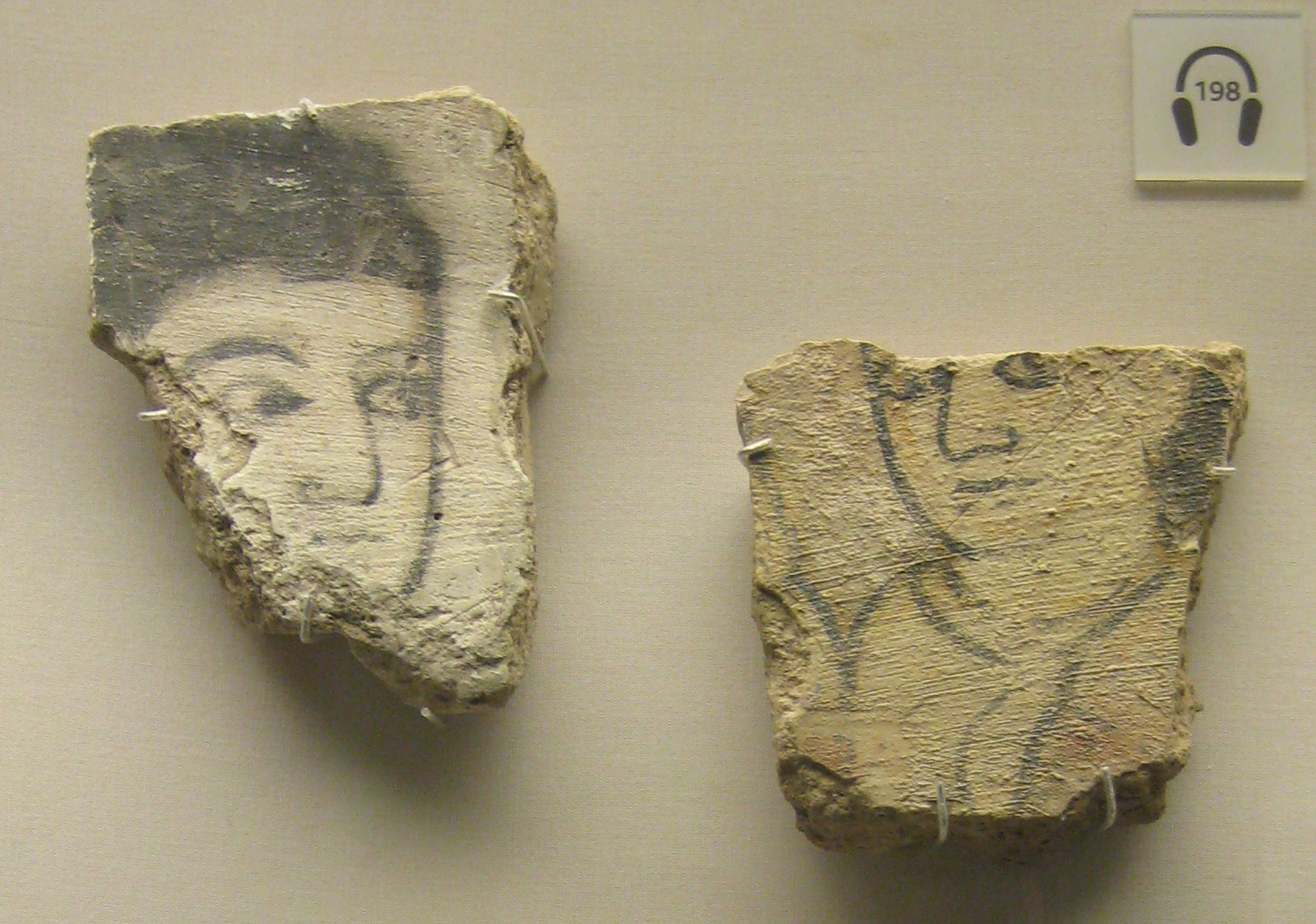
شظايا من لوحة جدارية للنساء العباسيات تعود للقرن التاسع عُثر عليها في سامراء

لم تنجُ اللوحات العباسية المبكرة بكميات كبيرة، وأحيانًا يكون من الصعب التمييز بينها؛ ومع ذلك، توفر سامراء أمثلة جيدة لهذه الرسوم، حيث بناها العباسيون ثم هجروها بعد 56 عامًا. تظهر جدران الغرف الرئيسة في القصر التي نُقب عنها لوحات جدارية ونقوش (وزرة) جصية منحوتة بشكل حيوي. من الواضح أن الأسلوب السابق قد اُعتمدَت مع القليل من الاختلافات من الفن الساساني، مع أنماط مماثلة، مع نساء الخليفة، والحيوانات، والرقص، والملابس، وكلها محاطة بالزخارف. كانت نيسابور تمتلك مدرستها الخاصة للرسم. تظهر الحفريات في نيسابور أعمالًا فنية أحادية اللون ومتعددة الألوان من القرنين الثامن والتاسع. تتكون إحدى القطع الفنية الشهيرة من نبلاء يصطادون بالصقور وعلى ظهور الخيل، وهم يرتدون الزي العسكري الكامل؛ وتشير الملابس إلى أنهم من الطاهريين، وهي سلالة فارسية من التابعين تحت حكم العباسيين. وتشمل الأنماط الأخرى النباتات والفواكه بألوان جميلة على دادو يبلغ ارتفاعه أربعة أقدام.

## الخزف (السيراميك)

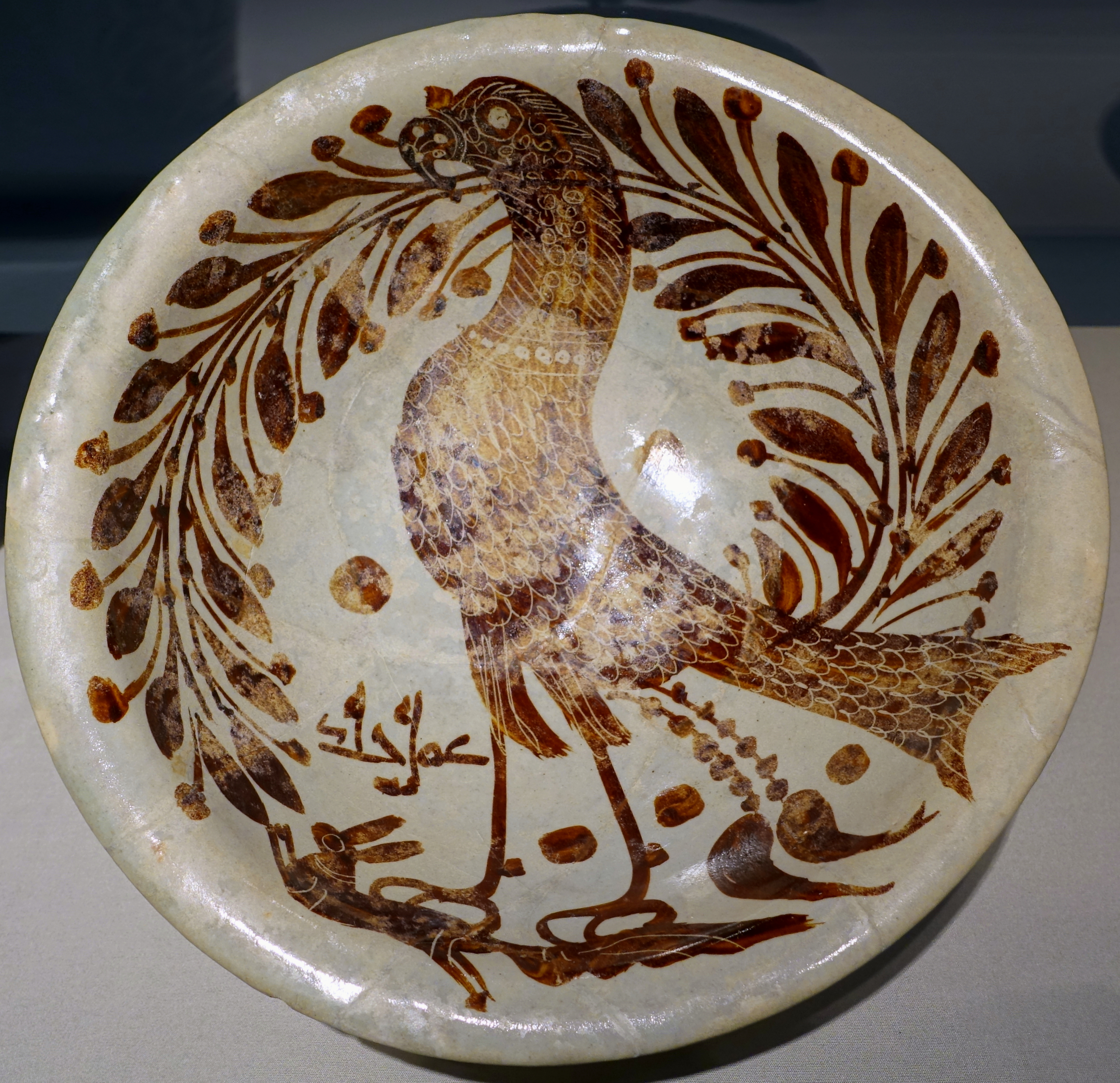
وعاء فخاري مصقول من سامراء في القرن التاسع

وكانت الثقافة الإسلامية ككل، والحرفيون العباسيون على وجه الخصوص، في طليعة الأفكار والتقنيات الجديدة في إنتاج الخزف. لقد أثار استيراد الخزف الصيني تقليدًا محليًا ولكنه أثار أيضًا ابتكارات في الإنتاج المحلي. أصبحت الخزفيات العباسية شكلًا فنيًّا أكثر أهمية من الخزف في الفترات السابقة وأُنتجَت مع التركيز بشكل أكبر على الزخرفة. كان أحد أهم الابتكارات هو ظهور الخزف المصقول أحادي اللون ومتعدد الألوان، وهو إنجاز تقني كان له تأثير مهم على التطور الأوسع للخزف الإسلامي. من المرجح أن هذه التقنية نشأت في صناعة الأواني الزجاجية حيث كان المسلمون رواد صناعة الزجاجيات، ثم اُستعيرَت تقنياتهم في إنتاج السيراميك (الخزف).
ومن أمثلة الأعمال العباسية القطع المنقوشة بالزخارف ثم الملونة بالطلاءات الصفراء والبنية والأخضر والأرجوانية. كانت التصاميم متنوعة مع الأنماط الهندسية، واستُخدم فيها الخط الكوفي، والزخارف العربية (الرقوش)، إلى جانب الوريدات، والحيوانات، والطيور، والبشر. وقد عُثر على فخاريات عباسية من القرنين الثامن والتاسع في مختلف أنحاء المنطقة، حتى القاهرة. كانت هذه القطع الخزفية اللامعة تُصنع عادةً من طين أصفر وتُحرق عدة مرات باستخدام طبقات طلاء منفصلة لإنتاج بريق معدني بدرجات اللون الذهبي أو البني أو الأحمر. بحلول القرن التاسع، كان الخزافون قد أتقنوا تقنياتهم وتصميماتهم الزخرفية. وتظهر النماذج المنتجة في إيران حيوانات وطيور وبشر، إلى جانب أحرف كوفية مكتوبة بالذهب، ولعلّها الزخارف الإسلامية الفارسية هي الأفضل عند مُقتني التحف. تعتبر القطع التي يعود تاريخها إلى سامراء (بين عامي 836 و883)، والتي كانت تصنع عادة لاستخدام الخليفة، نابضة بالحياة بشكل خاص وأكثر دقة من تلك التي تعود إلى فترات أخرى. كما صُنعَ البلاط باستخدام نفس هذه التقنية لإنشاء بلاط لامع أحادي اللون ومتعدد الألوان.

## الزجاج والبلور
كما أصبحت صناعة الزجاج أيضًا شكلًا فنيًا أكثر أهمية في العصر العباسي. لقد كان الشرق الأدنى، منذ العصر الروماني، مركزًا للأواني الزجاجية عالية الجودة وقطع المرو الصخري. تظهر الاكتشافات التي تعود للقرن التاسع في سامراء أنماطًا مشابهة للأشكال الساسانية. كانت أنواع الأشياء المصنوعة عبارة عن زجاجات وقوارير ومزهريات وأكواب مخصصة للاستخدام المنزلي، مع زخارف بما في ذلك المزامير المصبوبة وأنماط قرص العسل والنقوش. ومن بين الأنماط الأخرى التي شُوهدَت والتي ربما لم تكن من الساسانيين كانت عناصر مختومة. كانت هذه الطوابع عادةً دائرية الشكل، مثل الميداليات أو الأقراص التي تحمل صور حيوانات أو طيور أو نقوشًا كوفية. عُثر على الزجاج الرصاصي الملون، عادةً باللون الأزرق أو الأخضر، في نيسابور، إلى جانب زجاجات العطور المنشورية. ربما كان الزجاج المقطوع هو ذروة صناعة الزجاج في العصر العباسي، حيث كان مُزينًا بتصاميم نباتية وحيوانية. يمكن رؤية أدلة على استخدام الرسم اللامع في الزجاج قبل استخدامه في صناعة الخزف (السيراميك) في كأس نُقب عنه في الفسطاط بمصر، ويرجع تاريخه إلى النصف الثاني من القرن الثامن. تتميز هذه القطعة بزخارف نباتية مطلية باللمعان ونقش كوفي.

## الأعمال المعدنية
في حين أن النصوص التاريخية تسجل وجود الذهب والفضة، إلا أن القليل نسبيًا من الأعمال المعدنية نجا من هذه الفترة حيث صُهرَت المعادن الثمينة بشكل متكرر وأُعيد استخدامها في أعمال لاحقة. وقد كشفت التحقيقات الأثرية عن بعض الأواني المصنوعة من البرونز أو النحاس الأصفر. ومن بين الأمثلة على ذلك وعاء صب سبائك النحاس على شكل طائر، يعود تاريخه إلى عام 180 هـ (796-797م)، وهو موجود حاليًّا في متحف الأرميتاج. نُحت الطائر بشكل منمق قليلًا ويحتوي على زخارف سطحية من الزخارف الزهرية والنقوش العربية. في الأصل، طُعمَت أيضًا، مما يجعلها واحدة من أقدم الأمثلة المعروفة للتطعيم المعدني الذي أُحييَت خلال الفترة الإسلامية. ستظل هذه التقنية مهمة جدًا في الأعمال المعدنية الإسلامية اللاحقة.
وفي إيران، استمر تصنيع الأطباق الفضية وفقًا للتقاليد الساسانية. بدلًا من مشاهد الصيد والمخلوقات الأسطورية في التصاميم الساسانية، زُيّنَت القطع الجديدة بزخارف نباتية متشابكة وحيوانات منمقة.

## الجص

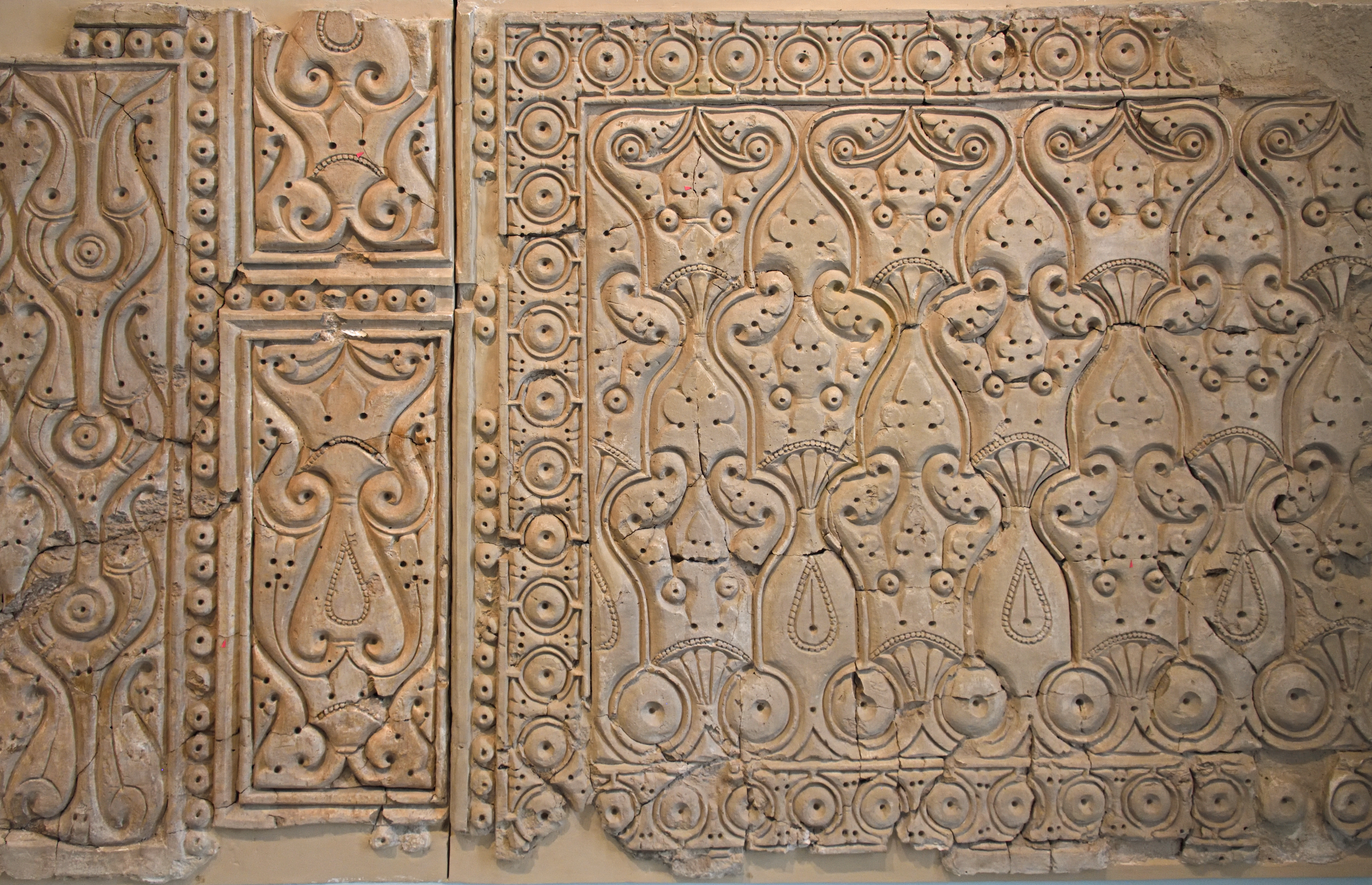
ألواح جصية منحوتة من سامراء (القرن التاسع) على الطراز ج أو الطراز "المشطوف"، تُظهر زخارف أكثر تسطحًا وتجريدًا (في متحف الفن الإسلامي في برلين)

وفي عهد العباسيين في العراق، تطورت الزخارف الجصية إلى أشكال أكثر تجريدية، كما نرى في قصور سامراء في القرن التاسع. يميز علماء العصر الحديث بين ثلاثة أنماط: "النمط أ" يتكون من زخارف نباتية، بما في ذلك أوراق العنب (المعترش)، المستمدة من الأنماط البيزنطية والشامية التقليدية؛ "النمط ب" هو نسخة أكثر تجريدية وأسلوبية من هذه الزخارف؛ و"النمط ج"، المعروف أيضًا باسم النمط "المشطوف"، هو تجريدي تمامًا، ويتكون من أشكال متناظرة متكررة من الخطوط المنحنية التي تنتهي بشكل حلزوني. أصبح الطراز العباسي شائعًا في جميع أنحاء أراضي الخلافة العباسية ويمكن العثور عليه في أفغانستان (مثل مسجد القباب التسع في بلخ) ومصر (مثل مسجد ابن طولون).

## المنسوجات

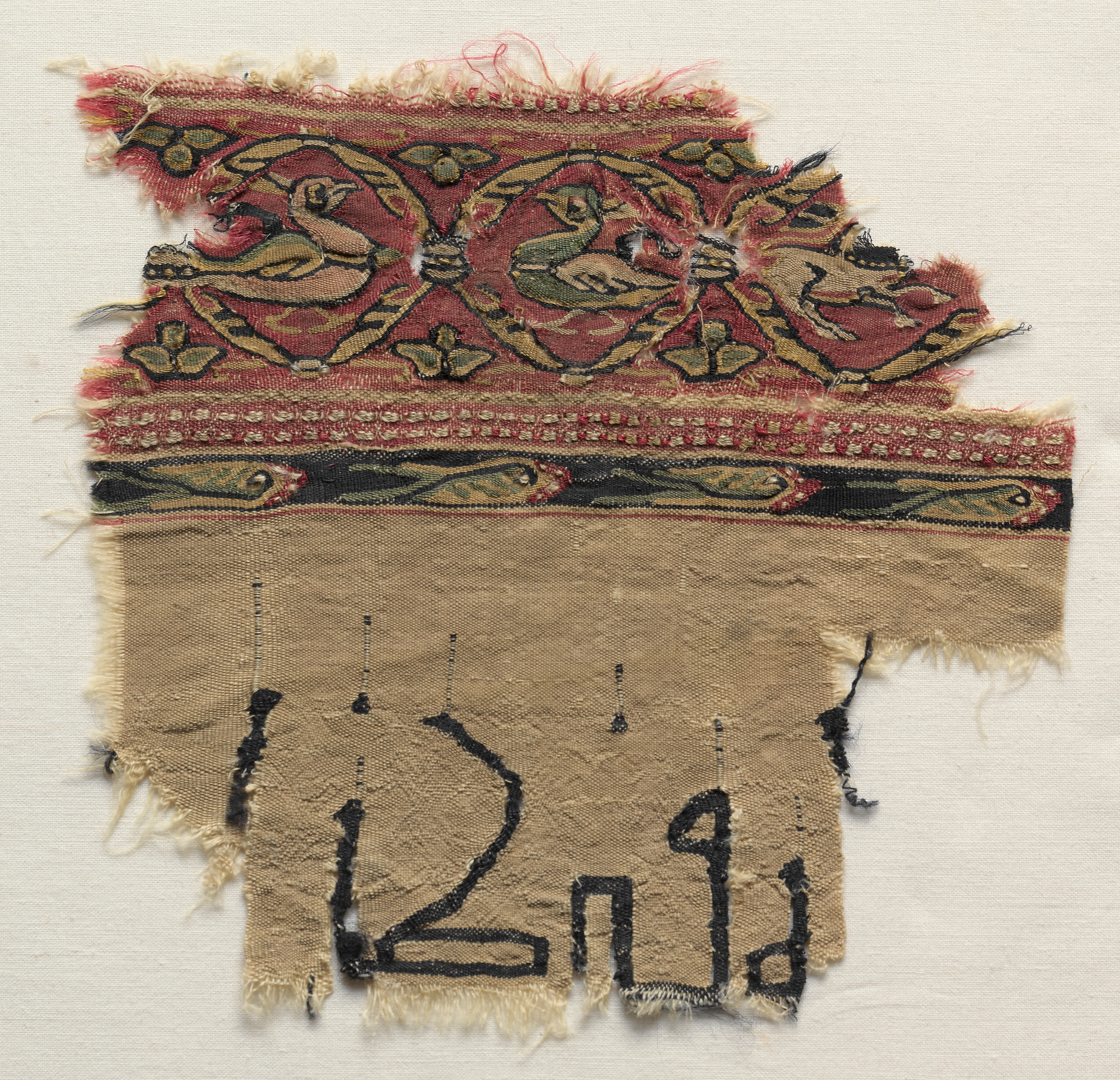
قطعة من نسيج مُطرّز أنتجوه المسلمون في مصر، أوائل القرن التاسع

لم يتبق سوى عدد قليل من المنسوجات العباسية باستثناء النماذج الموجودة في مصر، والتي ساعد مناخها الجاف في الحفاظ عليها. إن إنتاج المنسوجات ذات النقوش الملكية، والتي تسمى "الطراز"، هو أحد الأنواع التي وُثِّقَت جيدًا. وفي مصر، عمل الأقباط في صناعة النسيج وإنتاج الكتان والحرير. كانت مدينة تنيس مشهورة بمصانعها وكان لديها أكثر من 5000 نول. ومن أمثلة المنسوجات: القصب، وهو نوع من الكتان الناعم المستخدم في صناعة العمائم، والبدنة لملابس الطبقة العليا. وقد كان الفاطميون يصنعون كسوة الكعبة المشرفة في مكة المكرمة في بلدة تدعى تونة بالقرب من تنيس. كما يصنعون الحرير الناعم في دابق ودمياط وتبعهم في ذلك الدول الإسلامية اللاحقة. ومن الأمور المثيرة للاهتمام بشكل خاص الأقمشة المختومة والمنسوخة، والتي لم تستخدم الأحبار فحسب، بل استخدمَت الذهب السائل أيضًا. لُونّت بعض القطع الفاخرة بطريقة تتطلب ستة طوابع منفصلة لتحقيق التصميم واللون المناسبين. انتشرت هذه التقنية الجميلة في نهاية المطاف إلى أوروبا بعد الحروب الصليبية.

## الملابس

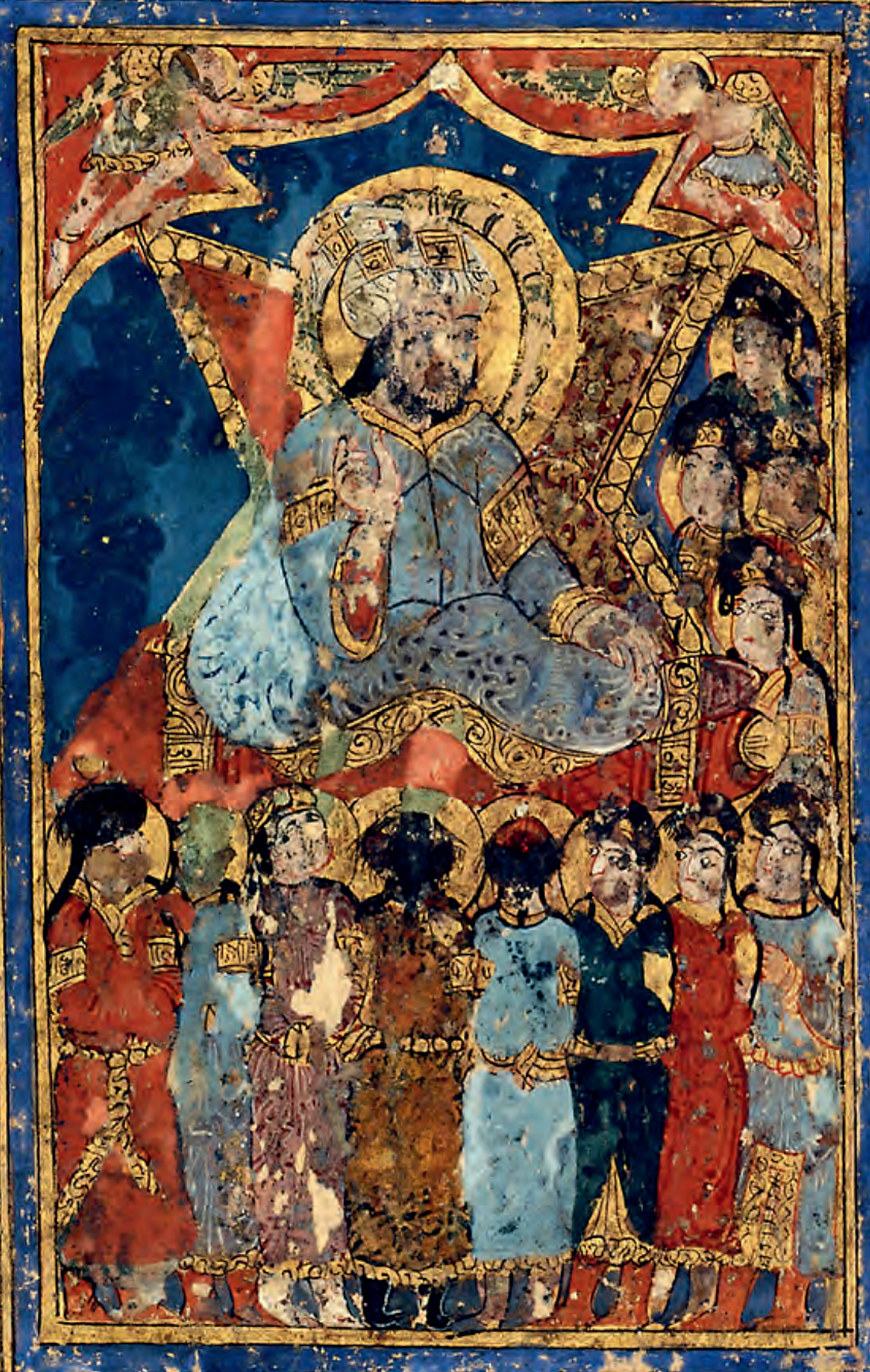
شخصية مرموقة ترتدي ثوبًا فضفاضًا وعمامة. صورة توضيحية من مخطوطة مقامات الحريري (ت 1122م)، مؤرخة بسنة 1237م، بغداد.

وشهد العصر العباسي تطورًا كبيرًا في الموضة طيلة وجوده. رغم أن تطور الموضة ربما بدأ ببطء خلال العصر الأموي، إلا أن أنماطها وتأثيراتها العالمية الأصيلة بلغت أوجها خلال الحكم العباسي. كانت الموضة صناعة مزدهرة في العصر العباسي وكانت أيضًا خاضعة لتنظيم صارم إما بالقانون أو من خلال عناصر الأسلوب المقبولة. بين الطبقات العليا أصبح المظهر محل اهتمام وبدؤوا يهتمون بالمظهر والموضة. قُدمّت العديد من الملابس والأقمشة الجديدة للاستخدام العام ولم يعد الناس ينفرون من مواد مثل الحرير والساتان. كان لظهور الطبقة السكرتارية (الكتاب والحجاب) الفارسية تأثير كبير على تطور الموضة وكان العباسيون متأثرين بشكل كبير بعناصر لباس البلاط الفارسي الأقدم. على سبيل المثال، يُقال إن الخليفة المعتصم كان معروفًا برغبته في تقليد الملوك الفرس من خلال ارتداء عمامة فوق قبعة ناعمة، والتي تبناها لاحقًا حكام عباسيون آخرون وأطلقوا عليها اسم "المعتصمي" تكريمًا له.
كان العباسيون يرتدون طبقات عديدة من الملابس. يبدو أن الأقمشة المستخدمة في الملابس كانت تشمل الصوف والكتان والديباج أو الحرير، وكانت ملابس الطبقات الفقيرة مصنوعة من مواد أرخص، مثل الصوف، وكانت تحتوي على قماش أقل. وهذا يعني أيضًا أنهم لن يكونوا قادرين على تحمل تكاليف مجموعة متنوعة من الملابس التي ترتديها الطبقات النخبة. وقد عُرف أن النساء الأنيقات لن ترتدي اللون الأسود، أو الأخضر، أو الأحمر، أو الوردي، باستثناء الأقمشة التي تحتوي بشكل طبيعي على تلك الألوان، مثل الحرير الأحمر. كانت ملابس النساء تُعطّر بالمسك، أو خشب الصندل، أو الزنبق، أو العنبر، ولكن لا تُعطّر بأي روائح أخرى. وشملت الأحذية أحذية كامباي الفروية، وأحذية ذات طراز السيدات الفارسيات، والأحذية المنحنية.
يعود الفضل إلى الخليفة المنصور في جعل بلاطه وكبار المسؤولين العباسيين يرتدون ثيابًا شرفية باللون الأسود في مختلف المناسبات والاحتفالات، والتي أصبحت اللون الرسمي للخلافة. وقد اعترفت الصين وبيزنطة بهذا الأمر، حيث أطلقوا على العباسيين لقب "أصحاب الثياب السوداء". ولكن على الرغم من أن اللون الأسود كان شائعًا في عهد الخلافة، إلا أن العديد من صبغات الألوان كانت موجودة، وكان من المؤكد أن الألوان لن تتعارض. ومن الجدير بالذكر أنه يجب تجنب اللون الأصفر عند ارتداء الملابس الملونة.
كان الخلفاء العباسيون يرتدون القفاطين الأنيقة، وهي رداء مصنوع من الديباج الفضي أو الذهبي وأزرار في مقدمة الأكمام. كان الخليفة المقتدر يرتدي قفطانًا من الحرير التستري الديباج الفضي، وكان ابنه يرتدي قفطانًا من الحرير البيزنطي المزخرف أو المزخرف بالأشكال. انتشر القفطان على نطاق واسع في عهد العباسيين وأصبح معروفًا في جميع أنحاء العالم العربي. في ثلاثينيات القرن التاسع، تجول الإمبراطور ثيوفيلوس مرتديًا القفاطين والعمائم على الطريقة العربية. حتى في شوارع غوانغتشو خلال عهد أسرة تانغ، وكانت القفطان الفارسي أوج الموضة.

## المخطوطات

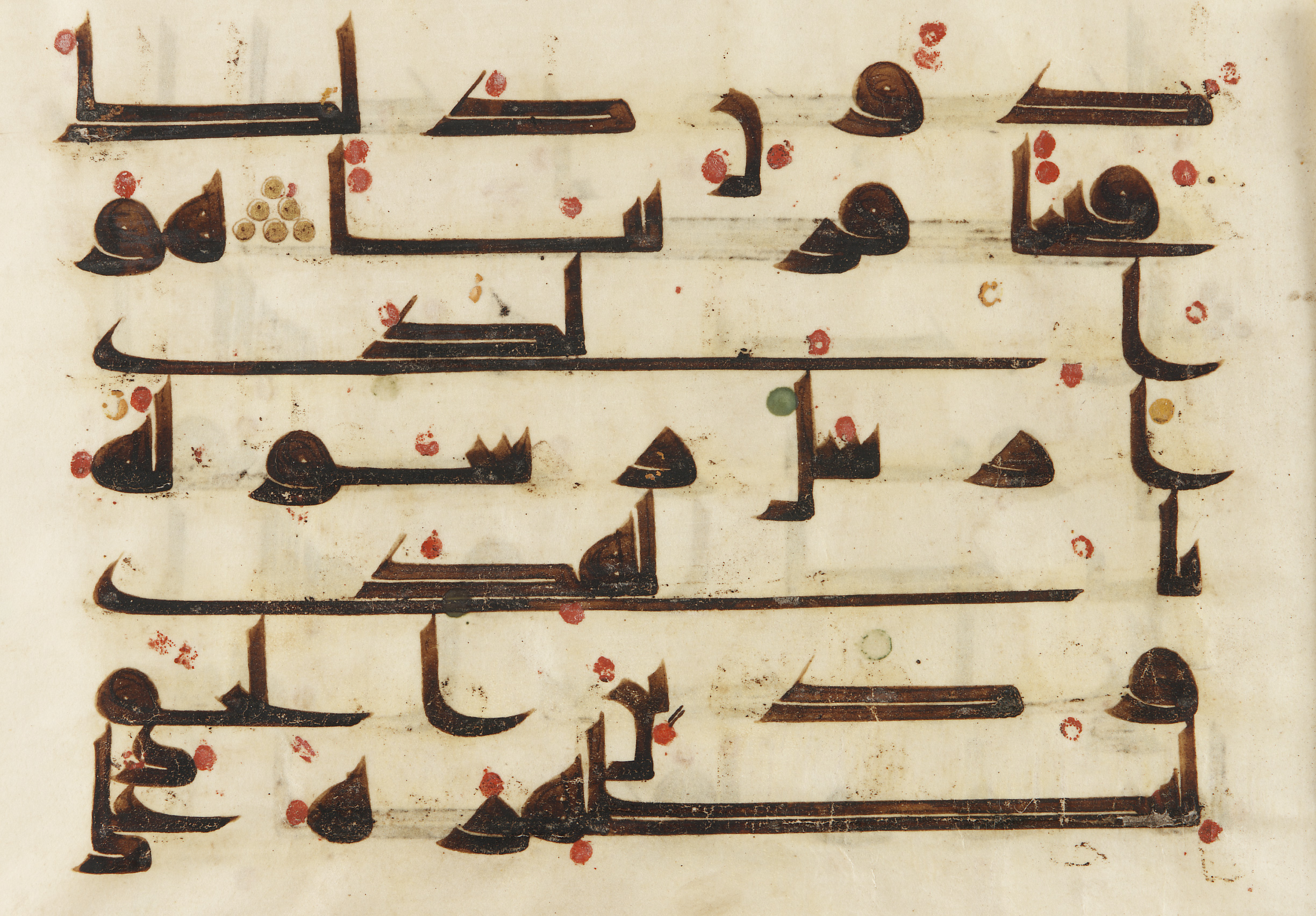
ورقة من القرآن الكريم تعود إلى القرنين الثامن والتاسع الميلاديين

القرآن الكريم هو النوع الرئيس من الكتب التي بقيت من هذه الفترة. ازدهر إنتاج المخطوطات القرآنية في عهد الخلافة العباسية بشكل أساسي بين أواخر القرن الثامن وأوائل القرن العاشر. خلال هذه الفترة، كُلف أعضاء البلاط العباسي والنخبة الثرية في المجتمع الإسلامي بشكل متكرر بنسخ القرآن الكريم. ومع الانتشار المتزايد للقرآن الكريم جاء أيضًا نمو الخط العربي، وتقنيات تجليد الكتب، وأنماط الزخرفة. بلغ هذا التوسع وتأسيس فنون الكتاب ذروته في فترة تكوينية لتقاليد المخطوطات الإسلامية. لم يكن الرق يسمح إلا ببضعة أسطر من النصوص، ولكن منذ أواخر القرن الثامن فصاعدًا بدأ إنتاج الورق، خاصةً بعد معركة نهر طلاس.

### الخط
خلال العصر العباسي، تطور الخط العربي إلى تخصص أكثر دقة. كان أقدم أسلوب للخط المستخدم في المصاحف العباسية يُعرف باسم الخط الكوفي وهو خط يتميز بحروف دقيقة وزاوية، ومسافات واسعة، وامتداد أفقي للحروف عند خط الأساس، والتركيز على التناسب الهندسي. كانت النصوص القرآنية المنسوخة بهذا الخط تُنسَّق عادةً بطريقة أفقية وتُكتب على الرق. كانت المصاحف من هذا النوع الأكثر شعبية في النصف الثاني من القرن الثامن.

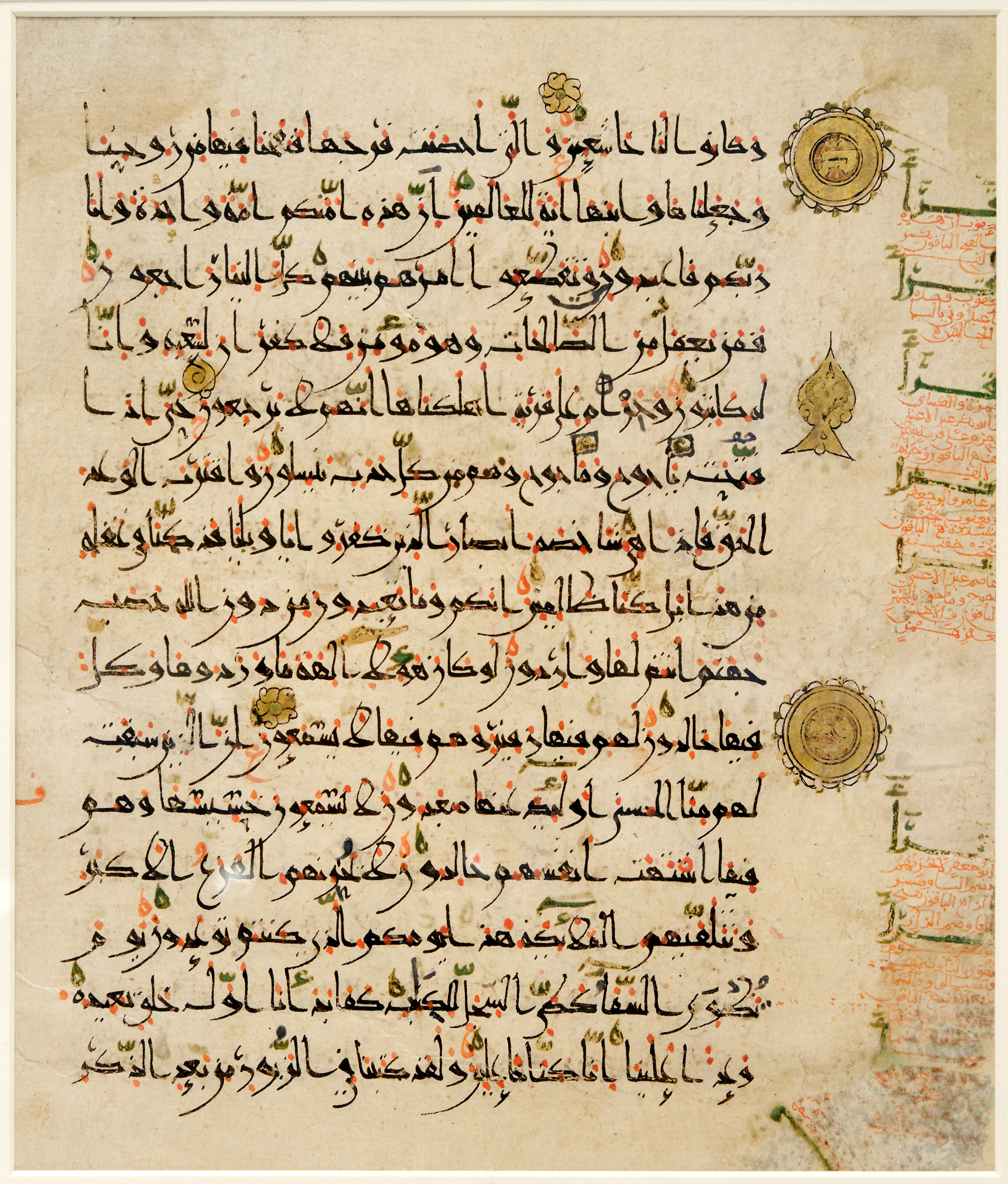
مثال على خط "الطراز العباسي الجديد"، من مخطوطة قرآنية تعود إلى أواخر القرن العاشر

خلال أواخر القرن التاسع وأوائل القرن العاشر، قُدم نظام جديد للخط من الوزير العباسي والخطاط أبو علي محمد بن مقلة (866-940 م). وقد طُوّر هذا النظام الكتابي النسبي حول شكلين: دائرة بحجم الألف ونقاط معينية يمكن إنشاؤها باستخدام رأس قلم القصب. تميز هذا الخط، الذي عُرف فيما بعد باسم "الخط العباسي الجديد"، بحروفه العمودية وزواياه الشديدة والتباين الواضح بين عرض الخطوط. وتزامن تطور هذا النص المتناسب أيضًا مع العودة إلى الاتجاه الرأسي للصفحة. طُور النص الجديد لأغراض دنيوية بسبب سهولة قراءته وطبيعته الفعالة.

### التذهيب

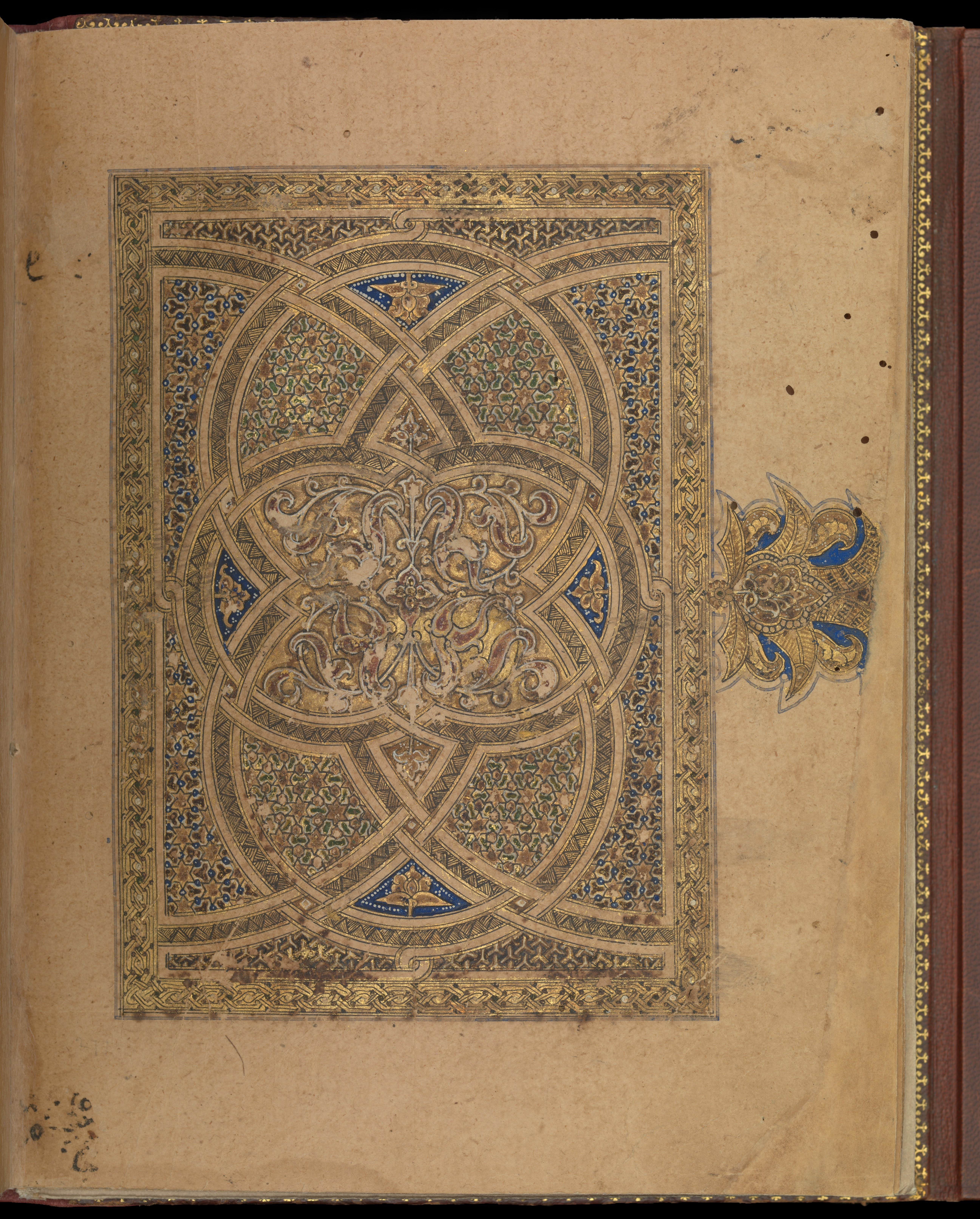
مثال متأخر للزخرفة النباتية والهندسية من القرآن الكريم، ق. 1000

كانت تقنيات واتجاهات التذهيب (التنوير) في عهد الخلافة العباسية تعتمد في كثير من الأحيان على أسلوب الخط. ومع تحول القرآن الكريم من الخط الكوفي إلى الخط الحديث، تغيرت أساليب الزخرفة أيضًا. كانت زخرفة المصاحف العباسية المبكرة (أواخر القرن الثامن) تُهيمن عليها إلى حد كبير الأشكال الهندسية والنباتية. غالبًا ما كانت هذه العناصر الزخرفية تتركز في بداية ونهاية المجلدات وكذلك بين السور القرآنية. كان العنصر المميز الآخر لتقنية العباسيين المبكرة هو غياب النص على الصفحة الأولى من القرآن الكريم. ومع ذلك، أدى إدخال "الطراز العباسي الجديد" في القرن العاشر إلى حدوث تحول في تقنيات التذهيب. وجد المُذهّبون طرقًا لاستيعاب النص الكثيف والاتجاه الرأسي للنص. وعلى هذا النحو، بدأت المصاحف المزخرفة تعرض عناصر زخرفية إضافية (إلى جانب الأشكال الهندسية والنباتية) للإشارة إلى التقسيمات داخل النص. علاوةً على ذلك، نُسخَ القرآن الكريم بالخط الجديد مع وضع السورة الأولى على الصفحة الأولى من المخطوطة. وتمثل هذه التحولات الأسلوبية تطور فنون الزخرفة في ظل الحكم العباسي.

### التجليد
كان الشكل الرئيس لتجليد الكتب المستخدم في عهد الخلافة العباسية هو تجليد المخطوطات في صناديق أو علب. وقد اُعتمدَت هذه التقنية على تغليف القرآن الكريم بصندوق يشبه الصندوق لحماية محتوياته. كانت هذه الصناديق مصنوعة عادة من ألواح خشبية وكانت تحتوي على بطانة واقية على الجانب المواجه للمخطوطة. كان من المفترض أن يُوضع القرآن الكريم المغلف بالجلد في الصندوق الذي كان من المفترض أن يكون مزودًا بآلية قفل.

### القرآن الكريم

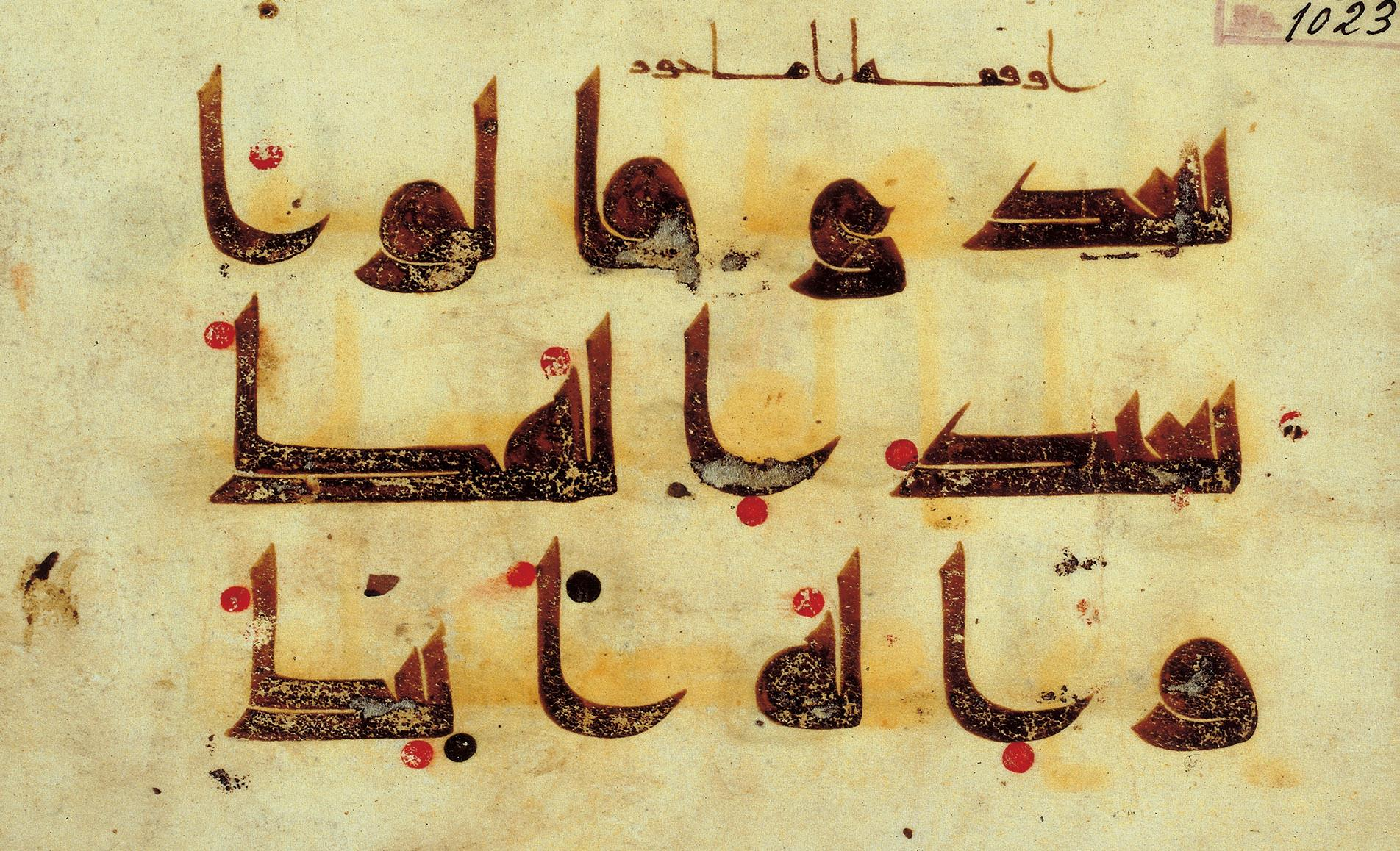
صفحة من المصحف الأماجوري، القرن التاسع

من أبرز المخطوطات الرقيّة التي أُنتجت في أوائل الخلافة العباسية مخطوطة القرآن الأماجورية. تُبرع بهذا القرآن الكريم من أماجور التركي وهو حاكم عباسي لدمشق من عام 870 إلى عام 878؛ وأُنشئَت خلال القرن التاسع الميلادي. وعلى الرغم من كونه مثالًا فاخرًا، فإن هذا القرآن الكريم يدل على ممارسات الشكل والخط التي وُحدَت في قلب الخلافة العباسية المبكرة. نُسخَ النص بالخط الكوفي وباتجاه أفقي. إن أسلوب الخط والحجم والشكل المستطيل للقرآن الأماجوري يتماشى مع أمثلة أخرى من القرن التاسع الميلادي. علاوةً على ذلك، نُسخَ القرآن الكريم على الرق، وهي مادة كانت تستخدم عادة في المخطوطات في ظل الحكم العباسي المبكر. وأخيرًا، جُلد القرآن الكريم بالجلد وحُفظ في صندوق واقٍ. كان هذا النمط من تجليد الكتب تقنية قياسية خلال القرن التاسع الميلادي.

## طالع أيضًا
- القرآن الأزرق
- الفن الفاطمي

### الاستشهادات
1. ↑  Blair & Bloom 2011، صفحة 121.
2. 1 2 3 4 5  Northedge، Alastair E. (2012). "ʿAbbāsid art and architecture". في Fleet، Kate؛ Krämer، Gudrun؛ Matringe، Denis؛ Nawas، John؛ Rowson، Everett (المحررون). Encyclopaedia of Islam, Three. Brill. ISBN:9789004161658.
3. 1 2 3 4 5 6  Bloom & Blair 2009، صفحات 1–3، Abbasid
4. ↑  "ص261 - كتاب تاريخ الخلفاء - المستعين بالله أبو العباس - المكتبة الشاملة". shamela.ws. مؤرشف من الأصل في 2025-06-12. اطلع عليه بتاريخ 2025-06-01.
5. ↑  Blair & Bloom 2011، صفحات 94–95.
6. 1 2  Dimand 1969a، صفحة 206
7. ↑  "Bowl". Smithsonian's National Museum of Asian Art (بالإنجليزية الأمريكية). Archived from the original on 2025-04-09. Retrieved 2025-03-02.
8. 1 2 3 4 5  Northedge، Alastair E. (2012). "ʿAbbāsid art and architecture". في Fleet، Kate؛ Krämer، Gudrun؛ Matringe، Denis؛ Nawas، John؛ Rowson، Everett (المحررون). Encyclopaedia of Islam, Three. Brill. ISBN:9789004161658.Northedge, Alastair E. (2012). "ʿAbbāsid art and architecture". In Fleet, Kate; Krämer, Gudrun; Matringe, Denis; Nawas, John; Rowson, Everett (eds.). Encyclopaedia of Islam, Three. Brill. ISBN 9789004161658.
9. ↑  Dimand 1969b، صفحة 211
10. ↑  Dimand 1969b، صفحة 212
11. ↑  Dimand 1969، صفحة 199
12. ↑  Dimand 1969، صفحات 199–200
13. ↑  O'Kane, Bernard; Abbas, Mohamed; Abdulfattah, Iman (2012). The Illustrated Guide to the Museum of Islamic Art in Cairo (بالإنجليزية). American University in Cairo Press. p. 29. ISBN:978-977-416-338-8. Archived from the original on 2024-01-29.
14. 1 2 3  Blair & Bloom 2011، صفحة 123.
15. ↑  Ettinghausen, Grabar & Jenkins-Madina 2001، صفحات 66–67.
16. 1 2  Bloom & Blair 2009، صفحة 193–198، Architecture; X. Decoration; A. Sculpture.
17. 1 2  Bloom & Blair 2009، صفحة 235–238، Stucco and plasterwork.
18. ↑  Petersen 2002، صفحة 267–268.
19. ↑  Petersen 2002، صفحة 1.
20. ↑  "Tiraz with animated band". Cleveland Museum of Art (بالإنجليزية الأمريكية). Archived from the original on 2024-04-17. Retrieved 2025-03-02.
21. ↑  Dimand 1969c، صفحة 216
22. ↑  Dimand 1969c، صفحات 216–217
23. ↑  Flood، Finbarr Barry (2017). "A Turk in the Dukhang? Comparative Perspectives on Elite Dress in Medieval Ladakh and the Caucasus". Interaction in the Himalayas and Central Asia. Austrian Academy of Science Press: 232. مؤرشف من الأصل في 2024-12-31.
24. ↑  "Abbasid Clothing and Fashion". The School of Abbasid Studies. مؤرشف من الأصل في 2023-03-26. اطلع عليه بتاريخ 2023-02-10.
25. 1 2  "Abbasid Clothing and Fashion". The School of Abbasid Studies. مؤرشف من الأصل في 2023-03-26. اطلع عليه بتاريخ 2023-02-10."Abbasid Clothing and Fashion". The School of Abbasid Studies. Retrieved 2023-02-10.
26. ↑  Cosman، Madeleine Pelner؛ Jones، Linda Gale (2009). Handbook to Life in the Medieval World. New York: Facts on File. ج. 1–3. ISBN:978-1-4381-0907-7. مؤرشف من الأصل في 2023-02-10.
27. ↑  Bloom & Blair 2009، صفحة 26.
28. ↑  Mackintosh-Smith, Tim (2019). Arabs: A 3,000-Year History of Peoples, Tribes and Empires (بالإنجليزية). Yale University Press. ISBN:978-0-300-18235-4.
29. 1 2  "Islamic Art Network - Comité Bulletins". www.islamic-art.org. مؤرشف من الأصل في 2024-12-23. اطلع عليه بتاريخ 2024-02-27.
30. 1 2 3 4 5  Farhad، Massumeh؛ Rettig، Simon (2016). The art of the Qurʼan: treasures from the Museum of Turkish and Islamic Arts. François Déroche, Edhem Eldem, Jane Dammen McAuliffe, Sana Mirza, Zeren Tanındı, Arthur M. Sackler Gallery. Washington, DC: Arthur M. Sackler Gallery, Smithsonian Institution. ص. 68–73. ISBN:978-1-58834-578-3.
31. 1 2 3 4 5  Ekhtiyar، Maryam (2018). How to read Islamic Calligraphy. New York: MetPublications. ص. 25–34. ISBN:9781588396303.
32. ↑  Ekhtiyar، Maryam (2018). How to read Islamic Calligraphy. New York: MetPublications. ص. 25–34. ISBN:9781588396303.Ekhtiyar, Maryam (2018). How to read Islamic Calligraphy. New York: MetPublications. pp. 25–34. ISBN 9781588396303.
33. 1 2  Farhad، Massumeh؛ Rettig، Simon (2016). The art of the Qurʼan: treasures from the Museum of Turkish and Islamic Arts. François Déroche, Edhem Eldem, Jane Dammen McAuliffe, Sana Mirza, Zeren Tanındı, Arthur M. Sackler Gallery. Washington, DC: Arthur M. Sackler Gallery, Smithsonian Institution. ص. 68–73. ISBN:978-1-58834-578-3.Farhad, Massumeh; Rettig, Simon (2016). The art of the Qurʼan: treasures from the Museum of Turkish and Islamic Arts. François Déroche, Edhem Eldem, Jane Dammen McAuliffe, Sana Mirza, Zeren Tanındı, Arthur M. Sackler Gallery. Washington, DC: Arthur M. Sackler Gallery, Smithsonian Institution. pp. 68–73. ISBN 978-1-58834-578-3.
34. 1 2 3  Blair, Sheila S. (2008). "Transcribing God's Word: Qur'an Codices in Context". Journal of Qur'anic Studies (بالإنجليزية). 10 (1): 72–97. DOI:10.3366/E1465359109000242. Archived from the original on 2021-05-15.

### فهرس
- Blair، Sheila؛ Bloom، Jonathan M. (2011). "Iraq, Iran, and Egypt: The Abbasids". في Hattstein، Markus؛ Delius، Peter (المحررون). Islam: Art and Architecture. h.f.ullmann. ص. 90–123. ISBN:9783848003808.
- Bloom، Jonathan M.؛ Blair، Sheila (2009). The Grove Encyclopedia of Islamic Art & Architecture. Oxford University Press. ISBN:978-0-19-530991-1. مؤرشف من الأصل في 2025-04-27.
- Dimand، Maurice S. (1969). "Islamic Glass and Crystal". في Myers، Bernard S.؛ Myers، Shirley D. (المحررون). McGraw-Hill Dictionary of Art. New York: McGraw-Hill Book Company. ج. 3: Greece to Master F. V. B. LCCN:68026314.
- Dimand، Maurice S. (1969a). "Islamic Painting". في Myers، Bernard S.؛ Myers، Shirley D. (المحررون). McGraw-Hill Dictionary of Art. New York: McGraw-Hill Book Company. ج. 3: Greece to Master F. V. B. ص. 205–211. LCCN:68026314.
- Dimand، Maurice S. (1969b). "Islamic Pottery and Tiles". في Myers، Bernard S.؛ Myers، Shirley D. (المحررون). McGraw-Hill Dictionary of Art. New York: McGraw-Hill Book Company. ج. 3: Greece to Master F. V. B. ص. 211–216. LCCN:68026314.
- Dimand، Maurice S. (1969c). "Islamic Textiles". في Myers، Bernard S.؛ Myers، Shirley D. (المحررون). McGraw-Hill Dictionary of Art. New York: McGraw-Hill Book Company. ج. 3: Greece to Master F. V. B. ص. 216–220. LCCN:68026314.
- Ettinghausen, Richard; Grabar, Oleg; Jenkins-Madina, Marilyn (2001). Islamic Art and Architecture: 650–1250 (بالإنجليزية) (2nd ed.). Yale University Press. ISBN:9780300088670. Archived from the original on 2025-03-04.
- Petersen، Andrew (2002) [1996]. Dictionary of Islamic Architecture. Routledge. ISBN:978-0-203-20387-3. مؤرشف من الأصل في 2023-05-31. اطلع عليه بتاريخ 2013-03-15.